# 열권

지구의 대기

열권(熱圈, 영어: thermosphere)은 지구 대기권의 하나로 아래로는 중간권을 접하며, 위로는 외기권을 접하고 있다. 열권에서는 자외선 복사가 이온화를 유발한다.(전리층을 참조) 오로라가 발생하는 공간이 열권이며, 국제 우주 정거장이 열권의 중간인 320km에서 380km 사이에 안정적인 궤도를 형성하고 있다.

## 개요
열권을 의미하는 영어 낱말인 thermosphere는 "열"을 의미하는 그리스어인 θερμός (thermos)로부터 유래하였다. 열권은 지표면으로부터 대략 80 km 정도에서 시작한다. 이정도의 높은 고도에서는 남은 대기 가스가 분자 질량에 따라 층을 이루며 정렬하게 된다. 열권에서는 고도가 높아짐에 따라 온도가 상승하는데, 이는 그래도 적게나마 남아있는 산소나 질소 입자가 높은 에너지를 지닌 태양 복사를 흡수하는 까닭이다. 온도는 태양 활동에 따라 매우 큰 차이를 보이며, 섭씨 2,000도까지도 올라갈 수 있다. 복사는 열권의 입자가 전하를 지니게 하며, 이러한 전하는 무선전파를 튕기게 해서 가시거리밖 통신을 가능하게 해준다. 열권은 지표면으로부터 500~1000 km 정도까지 이어지며, 이 바깥은 외기권으로 대기가 희미해져 우주공간이 되는 영역이다.

## 같이 보기
- 외기권
- 중간권
- 성층권
- 대류권